# محمد فهد القحطاني
الدكتور محمد فهد مفلح القحطاني (مواليد 1965 أو 1966) أستاذ اقتصاد وناشط سياسي سعودي وأحد الأعضاء المؤسسين لـ جمعية الحقوق المدنية والسياسية في السعودية. في 9 مارس 2013، حكم على القحطاني بالسجن لمدة عشر سنوات والمنع من السفر 10 سنوات أخرى بعد إدانته بعدة تهم تتعلق بأنشطته في مجال حقوق الإنسان في ما يُعرف بمحاكمة حسم.
في عام 2018، حصل على جائزة رايت ليفيلهوود مُناصفة مع الناشطين الآخرين المسجونين عبد الله الحامد ووليد أبو الخير وذلك تنويها «بجهودهم البصيرة والشجاعة والمسترشدة بمبادئ حقوق الإنسان العالمية، لإصلاح النظام السياسي الشمولي في المملكة العربية السعودية». وقد استلم الجوائز نيابة عنهم كل من ابنه عمر القحطاني ويحيى عسيري.

## التعليم ومساره الأكاديمي
محمد فهد القحطاني حاصل على درجة الدكتوراه من جامعة إنديانا بالولايات المتحدة. اعتبارا من يونيو 2012، كان يعمل أستاذا للاقتصاد في معهد الشؤون الدبلوماسية بوزارة الخارجية السعودية.

## النشاط
قدّم الدكتور محمد القحطاني في عام 2006 برنامج قضايا اقتصادية على قناة الاقتصادية وكان البرنامج -حسب وصف القحطاني- يربط «جميع القضايا الاقتصادية بقضايا حقوق الإنسان». في 2009، بدأ محمد القحطاني النشاط الحقوقي المنظم بالمشاركة في توقيع بيان موجه للملك عبد الله بن عبد العزيز نُشر في 13 مايو 2009 لإدانة المحاكمات السرية للمتهمين بالإرهاب. في 12 أكتوبر من نفس السنة كان القحطاني أحد الموقعين على البيان التأسيسي لجمعية الحقوق المدنية والسياسية في السعودية ثم تولى رئاستها لعام 2011 وكان ضمن فريق الجمعية للدفاع عن الناشط السياسي محمد البجادي.

## أنشطة حقوق الإنسان

### إضراب عن الطعام عام 2008
في نوفمبر 2008، كان القحطاني ضمن 20 ناشطا في مجال حقوق الإنسان بدأوا إضرابا عن الطعام لمدة يومين احتجاجًا على سجنهم لـ 11 ناشطا، ضمنهم سليمان الرشودي وأساتذة جامعيون سابقون، دون محاكمة علنية ونزيهة. وذكر القحطاني أنه تم تجاهل الالتماسات التي تُطالب بمحاكمة الناشطين محاكمات عادلة وتحسين ظروف احتجازهم، وأن حرية التعبير وحرية التجمع لم يتم احترامهما في المملكة العربية السعودية.

### جمعية الحقوق المدنية والسياسية في السعودية 2009
في أكتوبر 2009، شارك القحطاني في تأسيس المنظمة السعودية لحقوق الإنسان جمعية الحقوق المدنية والسياسية في السعودية (ACPRA) إلى جانب محمد صالح البجادي وتسعة آخرين. اعتبارا من يونيو 2012، واصل عمله كناشط في المنظمة.

### مظاهرة السجناء 2011
في 5 فبراير 2011، تظاهرت حوالي 40 امرأة أمام مقر وزارة الداخلية السعودية في وسط الرياض، مُطالبات بالإفراج عن السجناء. وصرح محمد القحطاني لاحقا لرويترز «أن النساء كن يطالبن بإطلاق سراح الأشخاص المسجونين في الحملة ضد الإرهاب. كثير من الناس احتُجزوا لفترة طويلة دون محاكمة أو ليس لهم علاقة بتنظيم القاعدة». وفقًا لموقع منظمة أكبرا على الإنترنت، فإن المُتظاهرات كُن يحملن لافتات تحمل شعار «حرروا سجناءنا أو حاكموهم في محكمة عامة عادلة».

## محاكمته في 2012
في 20 مارس 2012 استدعى الإدعاء العام بالرياض محمد القحطاني للتحقيق في أنشطته السياسية، وفي 25 مارس فُرض عليه منع من السفر. في 11 يوليو أُبلغ القحطاني أثناء حضوره -كمراقب- جلسة لمحاكمة عبد الله الحامد عن أن دعوى قضائية رُفعت ضده وفي 18 يونيو عقدت المحكمة الجزائية في الرياض أولى جلسات محاكمة القحطاني أمام القاضي حماد العمر وواجه فيها إحدى عشرة تهمة كلها متعلقة بنشاطه في مجال حقوق الإنسان منها المشاركة في تأسيس جمعية غير مرخصة، والسعي إلى «تقويض سياسات الدولة»، و«تقديم معلومات زائفة عن السعودية لآليات الأمم المتحدة المعنية بحقوق الإنسان»، و«تحريض المنظمات الدولية على المملكة» و«الاشتراك في جمعية غير مرخصة»؛ وطالب الادعاء العام «بعقوبة تعزيرية بليغة بما يكفل ردعه وزجر غيره، وبمنعه من السفر».
في 29 ديسمبر رفعت المحاكمة للنظر، وفي 9 مارس 2013 قضت المحكمة الجزائية بالرياض بإدانة القحطاني وسجنه 10 سنوات ومنعه من السفر 10 سنوات أخرى.

### ردود الفعل الدولية
في 29 يونيو، أثار معهد القاهرة لدراسات حقوق الإنسان قضية القحطاني في الدورة العشرين لمجلس حقوق الإنسان التابع للأمم المتحدة، مُبينًا «قلقه البالغ إزاء استهداف الناشطين لتعاونهم مع آليات حماية حقوق الإنسان الدولية» وقد أشار إلى التُهم الموجهة ضد القحطاني.
وصفت منظمة العفو الدولية التهم بأنها «جزء من سلسلة من المحاكمات الأخيرة التي تهدف إلى إسكات صوت نشطاء حقوق الإنسان» في المملكة العربية السعودية. في وقت لاحق، وُصف الحكم بأنه دليل على «عدم قدرة السلطات السعودية على تقبل أي رأي يتعارض مع آرائهم». وصفت هيومن رايتس ووتش الحُكم بأنه «شائن».

## وجهات النظر

### وظائف متدنية للمرأة السعودية
في عام 2009، عارض القحطاني فتح وظائف خادمات المنازل للنساء السعوديات، قائلاً إن الوظائف المتدنية يجب أن تؤديها العمالة الوافدة. وجاء البيان ردًا على تقرير مفاده أن 30 امرأة سعودية تم توظيفهن من خلال وكالة توظيف قد شغلن وظائف كخادمات منازل. وانتقد القحطاني وزارة العمل لإجبارها السعوديين على العمل في وظائف منخفضة، قائلاً إنهم يجب أن يبدأوا من الوظائف الراقية، حيثُ أن الوظائف الراقية مُتاحة بسهولة وهناك الكثير من العمالة الوافدة لشغل الوظائف المتدنية.

### حركة قيادة النساء للسيارات
في 17 يونيو 2011، غرد القحطاني عبر تويتر قائلا: «أنا وزوجتي مها، لقد جئنا للتو من 45 دقيقة بالسيارة، لقد كانت تسوق في شوارع الرياض»، في إشارة إلى حملة قيادة النساء في السعودية التي انطلقت في 17 يونيو 2011، وهي حملة من أجل منح المرأة السعودية الحق في القيادة.

### حقوق الإنسان
يعتقد القحطاني أن جميع الأشخاص، بمن فيهم المشتبه في قيامهم بأنشطة إرهابية، لهم الحق في محاكمة عادلة.

### الربيع العربي
في أوائل عام 2011، رأى القحطاني أن «الطريقة الجادة الوحيدة للتغيير هي من خلال الخطوات البطيئة والمُركزة». واقترح أن عائلات السجناء السياسيين سيكونون أكثر حماسًا للنزول للشوارع، خاصة عند مشاركة النساء في هذه الاحتجاجات، مقارنة بـ«الليبراليين». خلال أحداث الربيع العربي في أوائل عام 2011 وقبل احتجاجات ال5 فبراير 2011، تلقى القحطاني مكالمات هاتفية من قبل 50 امرأة من أُسر السجناء السياسيين، كن يحتجن أمام وزارة الداخلية في الرياض. صرح القحطاني أن «المجموعة الصغيرة أمضت الليلة في السجن، لكنهم حصلوا على تغطية إخبارية خطيرة في هذه العملية».